# Aeroport de Trapani-Birgi
L'aeroport de Trapani-Birgi o Aeroport Vincenzo Florio (Codi IATA:TPS, Codi OACI:LICT), és un aeroport públic i militar al territori de la ciutat siciliana de Trapani, a Itàlia. És el tercer aeroport més gran de Sicília, després dels aeroports de Catània i Palerm. Ofereix destinacions nacionals i europees amb companyies de baix cost, especialment Ryanair.

## Destinacions i companyia que l'ofereix[1][2]
| Aerolínia | Destinació |
| --------- | --- |
| Meridiana | Pantel·leria |
| Ryanair   | Ancona, Bari, Beauvais, Bolonya, Bratislava-Viena [de temporada], Brussel·les-Charleroi, Càller, Cracòvia [de temporada], Cuneo, Düsseldorf-Weeze [de temporada], Dublín [de temporada], Eindhoven, Eivissa [de temporada], Frankfurt-Hahn, Göteborg-City, Genòva, Girona, Karlsruhe-Baden, Londres-Luton [de temporada], Londres-Stansted, Maastricht [de temporada], Madrid, Malta, Memmingen [de temporada], Milà-Orio al Serio, Nyköping [de temporada], Parma, Perusa, Pescara, Pisa, Roma-Ciampino, Sandefjord [de temporada], Torí, Trieste, València, Venice-Treviso [de temporada], Verona |